# 無憂宮風車

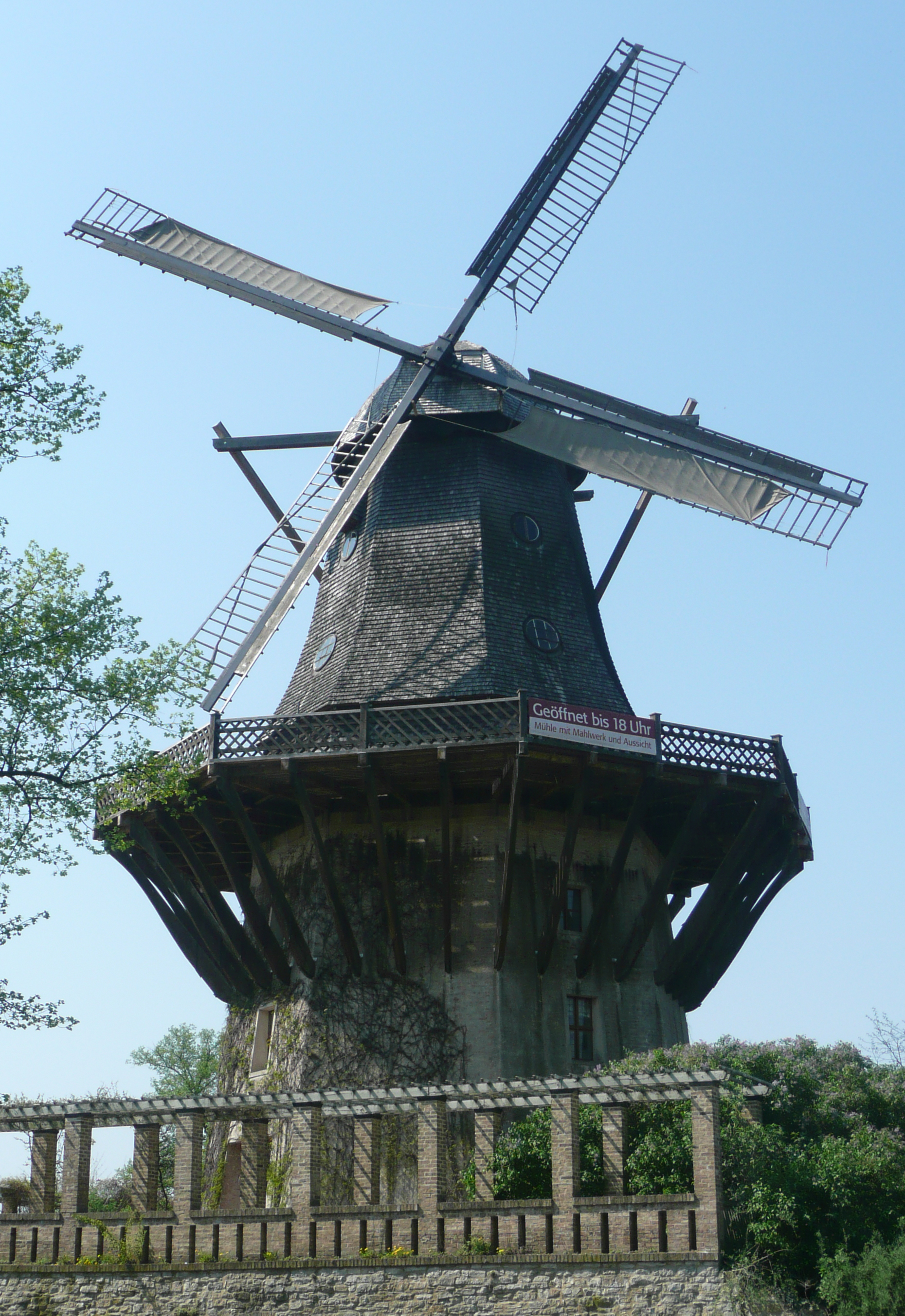

無憂宮風車（Historic Mill of Sanssouci）是德國波茨坦無憂宮公園內的一座歷史風車建築。在第二次世界大戰的末期，這座建築毀於戰火。1983年之後，無憂宮風車的基座部分開始重建，但因資金不足而一度中止，直到1991年才重新開始。

## 外部連結
- 维基共享资源上的相關多媒體資源：Historic Mill of Sanssouci
- Historische Mühle von Sanssouci （页面存档备份，存于） - （德語）

52°24′15″N 13°02′08″E / 52.404120°N 13.035589°E